# São Sebastião (ort)
São Sebastião är en ort i Brasilien.   Den ligger i kommunen São Sebastião och delstaten Alagoas, i den östra delen av landet, 1 400 km nordost om huvudstaden Brasília. São Sebastião ligger 204 meter över havet och antalet invånare är 9 551.
Terrängen runt São Sebastião är platt. São Sebastião är det största samhället i trakten.
Omgivningarna runt São Sebastião är en mosaik av jordbruksmark och naturlig växtlighet. Runt São Sebastião är det ganska tätbefolkat, med 100 invånare per kvadratkilometer.